# Sarcófago
A Sarcófago (spanyolul/portugálul: szarkofág) brazil viszonylag rövid életű, de nagy hatású black/death metal zenekar volt.

## Tagok
Wagner Lamounier, Gerald Minelli, Eugenio (Dead Zone), Zéder (Butcher), Fabio Jhasko, Armando Sampaio (Leprous), Eduardo (D.D. Crazy), Manoel (Joker), Lucio Olliver, Vanir Jr., Juninho (Pussy Fucker) és Roberto (UFO).

## Története
1985-ben alakultak meg Belo Horizonte-ban. Wagner Lamounier később átment a szintén brazil és népszerű Sepultura thrash/death metal együttesbe. A Sarcofago nagy riválisa volt a Sepulturának, ismeretlen okokból, de összevesztek már a honfitárs Korzus és Ratos de Porao együttesekkel és a híres amerikai DRI-jal (Dirty Rotten Imbeciles) is. A legtöbb tag becenevekkel rendelkezett és igazi nevük ismeretlennek számítanak. A Sarcófago azért számított befolyásos és nagy hatású zenei társulatnak, mert abban az időben ők voltak az első brazil death metal együttes. Fennállásuk alatt 4 nagylemezt jelentettek meg. Két korszakuk volt: először 1985-től 1987-ig működtek, majd 1989-től 2000-ig. 2000-ben véglegesen feloszlottak.

## Diszkográfia

### Stúdióalbumok
- I.N.R.I. (1987)
- The Laws of Scourge (1991)
- Hate (1994)
- The Worst (1997)